# ویاچسلاو کراوتسوف
ویاچسلاو کراوتسوف (اوکراینی: В’ячеслав Кравцов؛ زادهٔ ۲۵ اوت ۱۹۸۷) بازیکن بسکتبال اهل اوکراین است.
از باشگاه‌هایی که در آن بازی کرده‌است می‌توان به فینیکس سانز و دیترویت پیستونز اشاره کرد.